# Włókniakowatość guzkowata rozcięgna podeszwowego
Włókniakowatość guzkowata rozcięgna podeszwowego, inaczej choroba Ledderhose – choroba tkanki łącznej dotycząca rozcięgna podeszowego stóp. Jest pokrewna z częściej występującym schorzeniem o nazwie przykurcz Dupuytrena. 
Przebieg schorzenia jest skokowy w ciągu wielu lat. 
Objawy polegają na powstawaniu w rozcięgnie podeszwowym leżących tuż pod skórą grudek, tworzących niekiedy rodzaj pęczków. Grudki bywają dużo większe niż w przypadku przykurczu Dupuytrena, co może powodować utrudnienie chodzenia.
Nazwa choroby pochodzi od nazwiska niemieckiego chirurga Georga Ledderhose (1855–1925), który jako pierwszy ją opisał.